# Simon Kooper

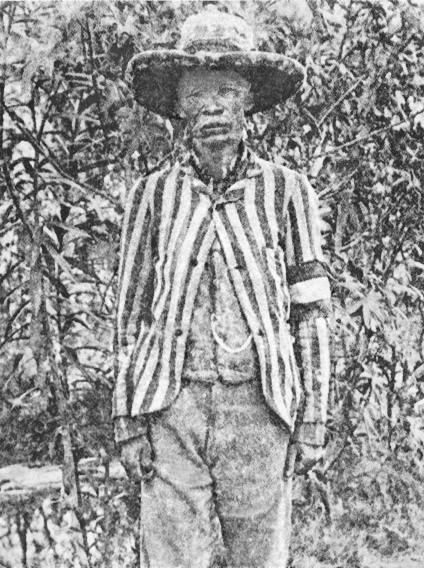
Simon Kooper, noch mit Armbinde der deutschen Alliierten (vermutlich vor 1905)

Simon Kooper, eigentlich ǃGomxabKlicklaut, auch Cooper oder Kopper genannt, (* in Pella, Kapkolonie, heute Südafrika; † 31. Januar 1913 in Lokgwabe, Betschuanaland, heute Botswana) war ein Kaptein der sogenannten Simon-Kooper-Nama, auch Fransman-Nama oder (ǃKhara-khoen) in Deutsch-Südwestafrika, dem späteren Namibia.
Kooper starb am 31. Januar 1913 nach über einjähriger schwerer Krankheit mit teilweiser Lähmung. Sein Grab befindet sich nahe seinem Sterbeort in Lokgwabe in Botswana. Am 2. Juni 2011 wurde hier von der Kriegsgräberfürsorge ein Grabstein sowohl in Nama als auch in Deutsch errichtet.

## Geschichte der Fransman-Nama
Die Fransman-Nama (geringschätzig auch „Fransman-Hottentotten“ genannt) gehörten zu dem den Süden des Landes beherrschenden Nama-Volk. Der Hauptteil dieses früher das gesamte südliche Afrika besiedelnden Volkes (Rote Nation) hatte Hoachanas zum Siedlungszentrum ausgesucht und führte von hier aus nach der Weisung des Kapteins alle übrigen Nama-Gruppen, so auch die in Haruchas siedelnden Fransman-Nama. Simon Kooper wurde 1894 zum Kaptein ernannt. Zu seinen ersten Amtshandlungen gehörte im gleichen Jahr der Abschluss eines „Schutzvertrages“ mit Theodor Leutwein, dem damaligen Gouverneur der Kolonie Deutsch-Südwestafrika.
Im Aufstand der Ostherero (Mbanderu) von 1896 unter den beiden Osthereroführern Nikodemus und Kahimemua, dem sich die Khauas anschlossen, war Kooper, ebenso wie Hendrik Witbooi, Verbündeter der Deutschen und Herero unter Samuel Maharero. Allerdings kam er erst nach Abschluss der Kämpfe mit 130 Reitern, um sich einen Anteil an der Beute zu sichern.
Noch während des Hererokriegs erhoben sich im Oktober 1904 im Süden von Deutsch-Südwestafrika die im Hererokrieg noch mit den Deutschen verbündeten Witbooi unter Führung von Hendrik Witbooi (ǃNanseb ǀGabemab); dem damit beginnenden Namakrieg schlossen sich u. a. Jakobus Morenga und Simon Kooper an. Nach dem Tode Hendrik Witboois am 29. Oktober 1905 und der sich anschließenden Kapitulation der Witbooi übernahmen Morenga und Kooper die Führung des Aufstandes, wobei vor allem das strategische Genie Morengas für die Erfolge der Aufständischen ausschlaggebend war. Nachdem Morenga im Mai 1906 von den Briten interniert worden war, übernahm Kooper die alleinige Führung bis zu seiner Kapitulation im März 1907. Simon Kooper wurde gefangen genommen und in dem Konzentrationslager auf der Haifischinsel (vor Lüderitz) inhaftiert. Hier gelang ihm allerdings die Flucht und die Rückkehr zu den in den Karasbergen verbliebenen letzten ca. 100 Aufständischen. Sie versuchten, den Aufstand fortzusetzen, wurden jedoch in der letzten Schlacht des Namakriegs am 16. März 1908 in der Kalahari, bereits auf Gebiet des britischen Betschuanaland, von einem Kommando der Schutztruppe unter Hauptmann Friedrich von Erckert aufgerieben. Simon Kooper hatte sich bereits am 15. März abgesetzt und entkam. Er erhielt nach langen Verhandlungen Asyl in Betschuanaland und eine Rente, nachdem er sich in einem Vertrag mit der dortigen Polizei verpflichtet hatte, seinen Aufenthaltsort in Matsa bei Lehutitu nicht zu verlassen und auch keine Straftaten auf deutschem Gebiet mehr zu befehlen.